# Pradettes
Pradettes (okzitanisch Pradetas) ist eine französische Gemeinde mit 44 Einwohnern (Stand 1. Januar 2022) im Département Ariège in der Region Okzitanien. Sie gehört zum Arrondissement Pamiers und zum Kanton Mirepoix.
Nachbargemeinden sind Dun im Nordwesten, Limbrassac im Norden, Tabre im Osten, Esclagne im Südosten, Sautel im Süden und Lieurac im Westen.

## Bevölkerungsentwicklung
| Jahr                       | 1962 | 1968 | 1975 | 1982 | 1990 | 1999 | 2008 | 2016 |
| -------------------------- | ---- | ---- | ---- | ---- | ---- | ---- | ---- | ---- |
| Einwohner                  | 16   | 11   | 7    | 29   | 42   | 37   | 38   | 49   |
| Quellen: Cassini und INSEE |      |      |      |      |      |      |      |      |

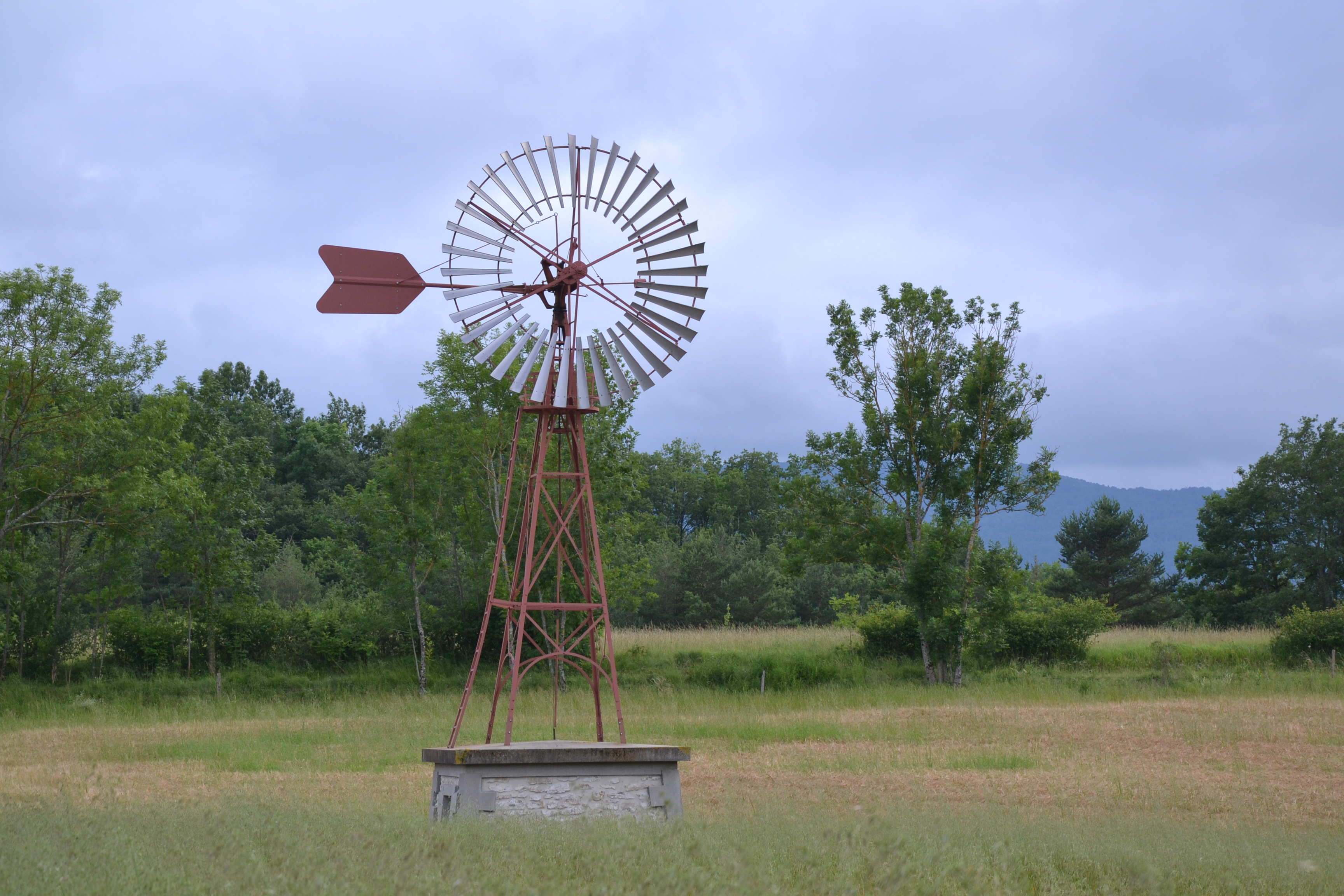
Die Windkraftanlage von Pradettes
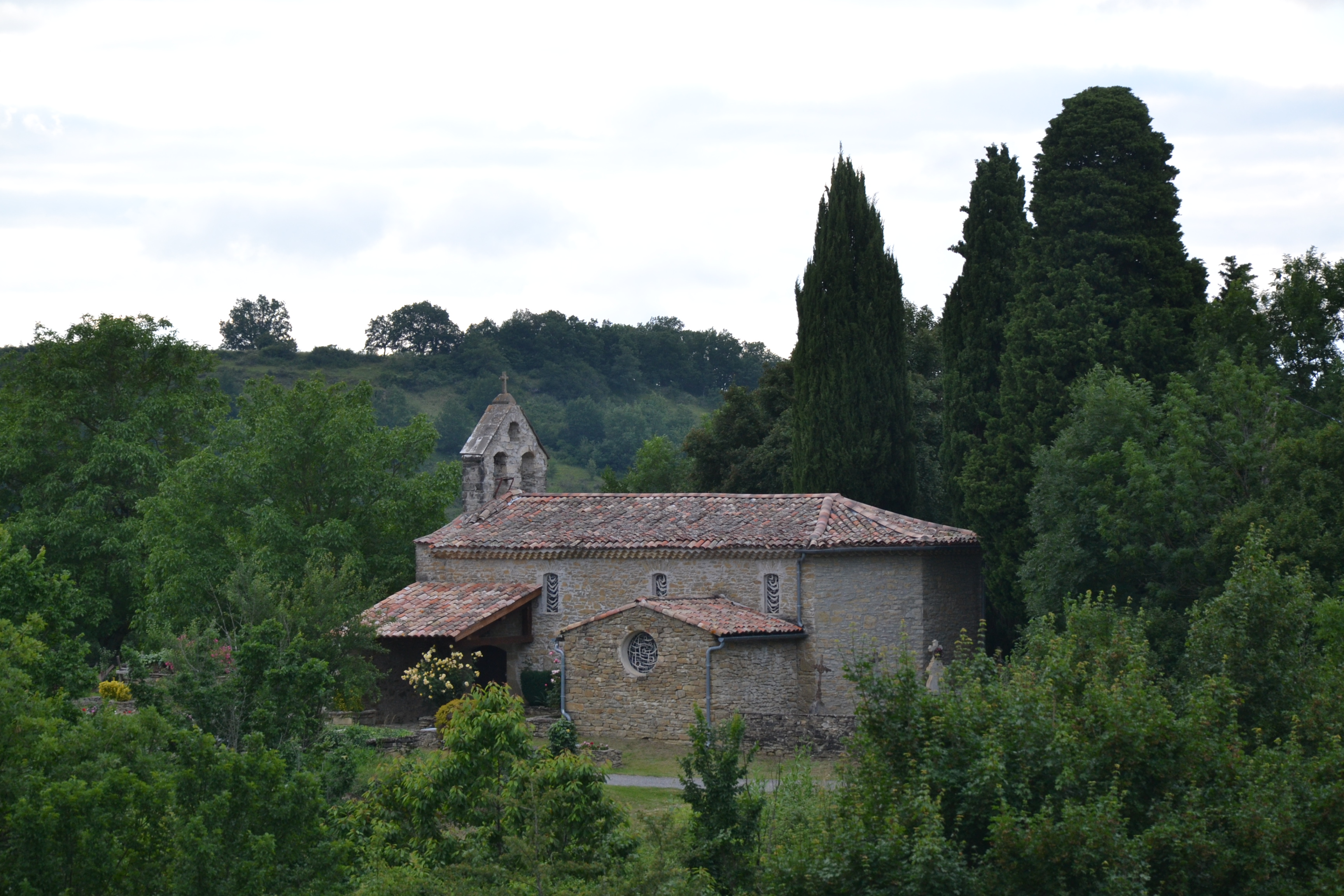
Kirche Saint-Jean-Baptiste
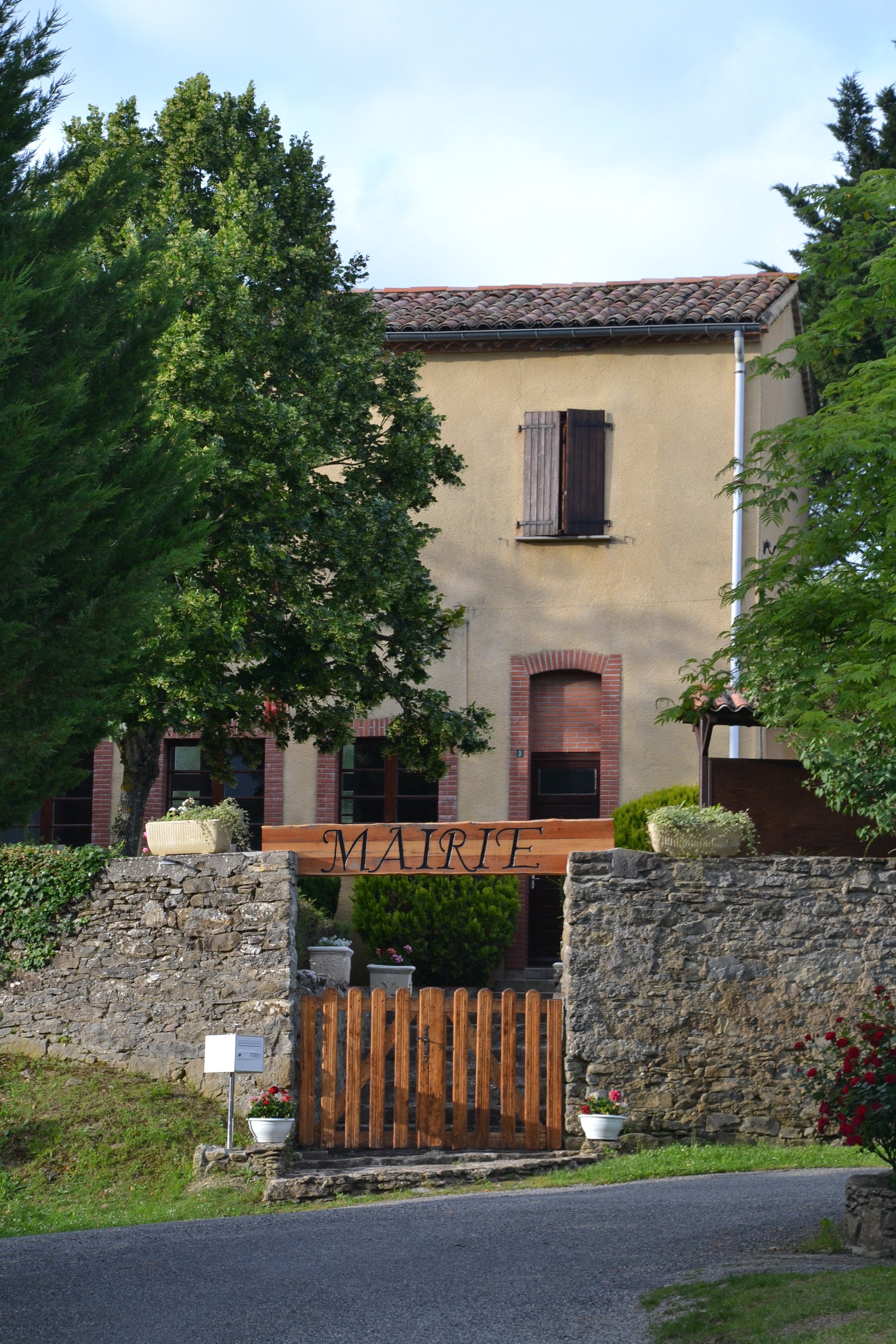
Die Mairie von Pradettes